# Yemenaltica
Yemenaltica là một chi bọ cánh cứng trong họ Chrysomelidae.
Chi này được miêu tả khoa học năm 1985 bởi Scherer.

## Các loài
Chi này gồm các loài:
- Yemenaltica scorteccii Scherer, 1985